# انجمن تحصیلات تکمیلی پاریس

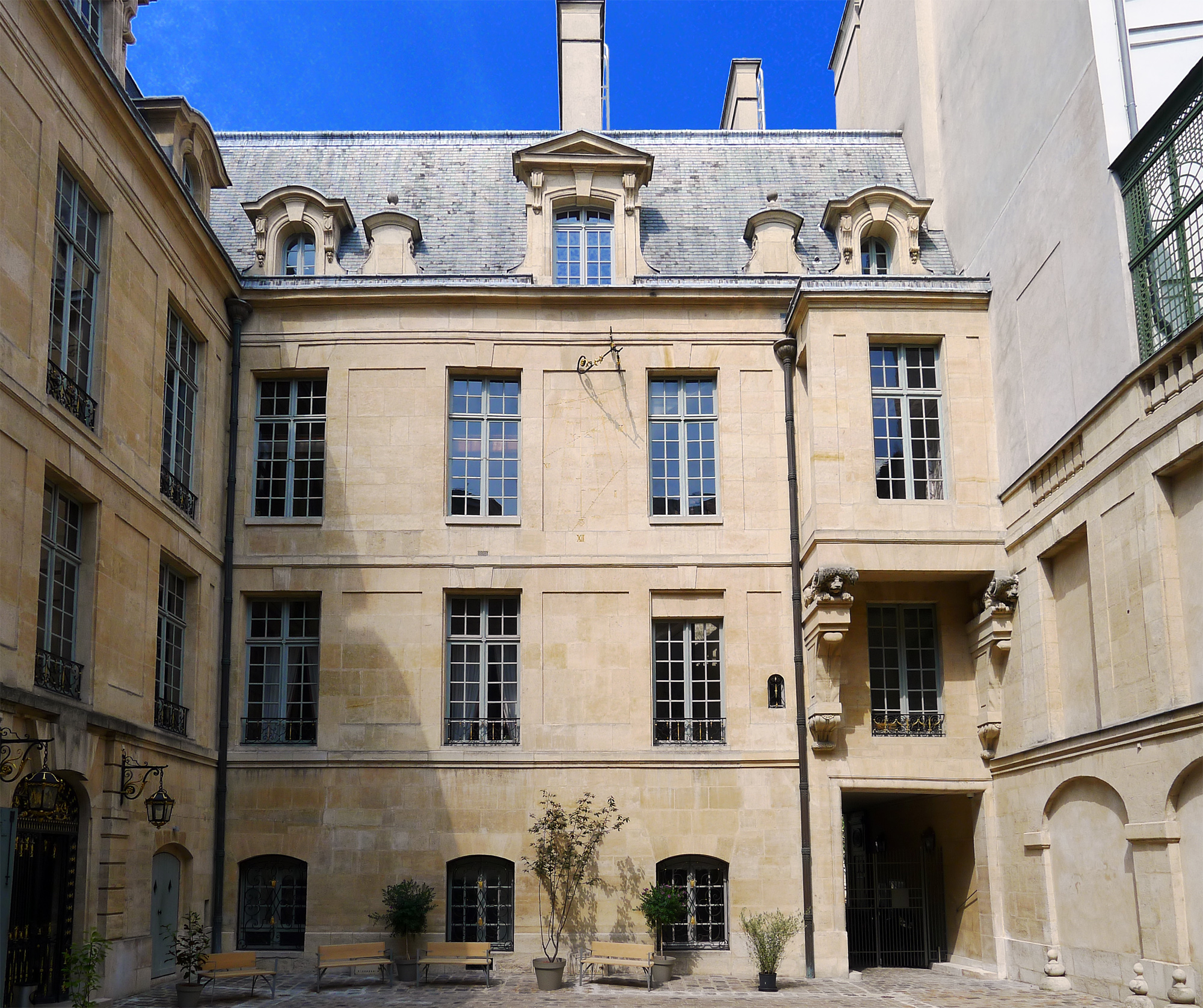
انجمن تحصیلات تکمیلی پاریس واقع در هتل لوژآن

انجمن تحصیلات تکمیلی پاریس (انگلیسی: Paris Institute for Advanced Study) یک مرکز تحقیقاتی بین‌المللی است و به دانشمندانی که در زمینه‌های علوم جدید فعالیت می‌کنند بورس عطا می‌کند.